# 無痛
『無痛』（むつう）は、久坂部羊の小説。2006年4月25日に幻冬舎から単行本が刊行され、2008年9月24日に幻冬舎文庫版が発刊された。2012年2月10日には続編『第五番』が幻冬舎から刊行された（幻冬舎文庫版は『第五番 無痛II』に改題）。現役の医師でもある作者の3作目の小説。
2015年10月7日から12月16日まで『無痛〜診える眼〜』のタイトルでテレビドラマ化。

## テレビドラマ
『無痛〜診える眼〜』（むつう みえるめ）のタイトルで、2015年10月7日から12月16日まで毎週水曜日22:00 - 22:54に、フジテレビ系の「水曜10時」枠で放送された。小説を原作に、医療ドラマと刑事ドラマの要素を兼ね備えたオリジナルストーリーとなっている。主演は西島秀俊。
放送時には主演の西島秀俊や監督の佐藤祐市（共同テレビ）、製作陣がリアルタイムでドラマを視聴し、感想や収録時の様子を番組公式Twitterでツイートしている。

### あらすじ（テレビドラマ）
医師の為頼英介には、外見を見るだけでその人が抱えている病気がわかり、犯罪者の顔にだけ表れる兆候（＝犯因症）を見ることができる不思議な能力がある。しかしその能力を公言することはなく、普通の町医者として細々と診療を続けていた。ある日の外出中、すれ違った男の顔に犯因症が浮かび上がっているのを見た英介は、事件が起こる前にいち早く警察に通報し、自らも現場に駆けつけ、予想通り暴れはじめた男に傷つけられた義姉・井上和枝たちの救助にあたる。その様子を見て興味をもった刑事の早瀬順一郎はやがて英介の特殊能力に気づき、自身が担当する事件の容疑者たちの顔を英介に見せるようになる。最初は気乗りがしなかった英介も、早瀬の真剣さと押しの強さに負けて協力するようになり、英介の助言で数々の事件が解決する。しかし早瀬は特に刑法39条が絡むと発砲したり手が出るなど行き過ぎた行為にはしり、その顔には犯因症も浮かび上がるため、英介は危うさを感じていた。
英介の能力には、時折患者を紹介されていた白神メディカルセンターの院長・白神陽児も気づく。白神は英介に自分も同じ能力を持っていることを打ち明け、無痛治療の研究に力を注いでいることや、そのために先天性無痛症であるイバラのデータを取り続けていることなどを明かす。一緒にやろうという白神の誘いに戸惑うが、早瀬が犯因症を治したいと願っていることや、亡くなる寸前の妻の顔にも犯因症を見ていた英介は、犯因症に関する研究もさせてもらうことを条件に白神の病院でも働くことを決める。
白神メディカルセンターでは、臨床心理士の高島菜見子が幼少期から虐待を受けて児童養護施設に保護されていた南サトミのカウンセリングを担当していた。菜見子が過去のクライアントに襲われた事件で白神メディカルセンターに来ていた早瀬は、サトミが描いた絵が落ちているのを見つけ、愕然とする。それは7か月前に起こった未解決の石川一家殺害事件で、被害者4人の遺体が頭にビニール袋を被せた状態で並べられていた事件現場を描写したとしか思えないものだった。絵を描いたのがサトミだと知った早瀬は、非公式な捜査で現場に残っていた髪の毛とサトミの髪の毛が一致することを確認し、サトミこそが石川一家殺害事件の真犯人であると確信する。
そんな中、菜見子が自宅で襲われ、頭にビニール袋を被せられた瀕死の状態で発見される。現場に残っていた足跡は菜見子が過去に交際していた佐田要造のものと一致。以前から菜見子の周りをうろついていた佐田と顔を合わせていたにもかかわらず、犯因症を見抜けなかった英介はショックを受ける。状況が石川一家殺害事件の現場と酷似しているため、捜査本部は石川一家殺害事件についても佐田の犯行説を疑うが、菜見子のロッカーからバラバラにされた佐田の手が見つかる。そして佐田を殺した犯人として白神メディカルセンターで清掃員として働くイバラが逮捕されるが、イバラが犯行時のことを何も覚えていないと話していることや、面談してもその顔から犯因症が見えない英介は、本当にイバラの犯行なのか疑問を抱く。
イバラは隙を見て留置場を脱走し、自分が石川一家を殺す様子を目撃したというサトミと逃走する。警察はイバラが連れ去ったとみていたが、普段と犯行時のイバラの様子が違うことに疑問を感じたサトミは自らの意志でイバラと行動を共にしていた。しかしサトミの具合が悪くなったためイバラはサトミをおぶって英介の診療所へ戻り、そこで白神のデスクから持ち出していたUSBメモリも英介に託す。中には白神がイバラに服用させてきた無痛治療新薬の治験データが入っていたが、石川一家殺害事件が起こった日には新薬が過剰投与され、記憶障害や意識混濁、凶暴性増加などの副作用が現われたことも記録されており、イバラが犯行に及んだのはこの新薬のせいであることが明らかとなる。しかしそうとは知らず、白神からイバラの危険性について聞かされていた早瀬はイバラを発見した際に発砲してしまい、橋から川に落ちたイバラは消息不明となる。
イバラが脱走する前に呟き続けていた「大切な人、大切な場所」という言葉から石川一家の妻・彰子が生前に投稿していた新聞記事にたどり着いていた早瀬は、英介からUSBの内容を聞いて自分がそそのかされていたことを知り、白神への疑いを強める。そして調べを進め、石川彰子が結婚直前まで白神の弟・怜児と交際していた事実をつかむ。白神と対峙し、石川一家殺害は弟を捨てた石川彰子への復讐ではないかと早瀬と英介が詰め寄る中、突如イバラが現われ、白神を道連れに窓を突き破って転落する。2人は亡くなり、事件は終息する。犯因症を出さないためには刑事を辞めるべきだと英介に言われ、悩んできた早瀬は刑事を続けることを決意し、英介は診療所を和枝に任せ、一人旅に出る。

### キャスト

#### 主要人物
為頼 英介（ためより えいすけ）〈43〉
演 - 西島秀俊
本作品の主人公。外見を見るだけで症状や予後がわかる「神の診察眼」ともいえる天才的な能力を持つ医師。医務官として刑務所で働いていた経験もあり、犯罪者にみられるエネルギー過多の一種である「犯因症」の兆候も見分けられる。様々なことがみえることで医療に限界を感じたり苦悩することが多いため、自身の能力を隠した状態で神奈川県某市の片隅で町医者として細々と診療所で患者を診てきた。しかし、特殊能力に気づいた早瀬に頼まれると優しい性格のため断りきれず、現場を訪れ捜査に協力する。
妻の倫子を亡くしているが、彼女を蝕む病には末期になるまで気づかなかった。面目ないが彼の口癖である。
早瀬 順一郎（はやせ じゅんいちろう）〈32〉
演 - 伊藤淳史
港中央警察署刑事課強行犯係・巡査部長。熱血漢タイプの刑事。数年前までは県警本部の捜査一課に所属する将来を嘱望される有望株だったが、自分が逮捕した篠崎大和を「心神耗弱状態で責任能力はない」と鑑定した精神科医に裁判所で掴みかかったことがきっかけで、現在は所轄にいる。男が暴れている現場において、英介が事件が起こる前に警察に通報していたことや、現場で傷ついた人々に迅速な処置を施す様子を見て興味を持ち、いち早く英介の能力を見抜く。以後、英介に捜査協力を頼み、事件を解決に導く。
以前から正義感や責任感が強ぎるがゆえに容疑者を殴ってしまうなど行き過ぎた行動をとることがあったが、英介から犯因症の兆候が出ていると言われ、思い悩む。
高島 菜見子（たかしま なみこ）〈26〉 
演 - 石橋杏奈
本作品のヒロイン。白神メディカルセンター臨床心理士。患者であるサトミを担当している。明都医大に勤務していたころの英介の診察を、大学の授業の一環で見たことがある。
2年前、付き合っていた佐田要造に暴力を振るわれるようになったため、自ら別れを切り出した。その後、佐田からストーカー行為を受けたり、自宅アパートで襲われて頭部や背部に重傷を負うが英介に発見され、白神陽児の手術により一命を取り留める。
白神 陽児（しらがみ ようじ）〈39〉
演 - 伊藤英明
横浜市にある白神メディカルセンターの院長。英介と同じ能力を持つ医師。患者を最も苦しめる痛みを取り除き、“完全な無痛”で治療できる医療を目指している。そのため、そのヒントとなりえる先天性無痛症であるイバラ（伊原忠輝）を直接担当し、自らが開発した無痛治療の新薬「SND-4053（ドロール）」の服用を義務付けている。一見温厚だが目的のためには手段を択ばない冷徹な性格。
2つ年下に怜児という弟がおり、同じ東光医科大学医学部で共同論文も発表していたが、10年前に亡くしている。

#### 主要人物の関係者

##### 英介の関係者
井上 和枝（いのうえ かずえ）〈56〉
演 - 浅田美代子
英介の義姉で為頼診療所の看護師。診療所兼自宅で英介と共に生活している。
久留米 実（くるめ みのる）〈68〉
演 - 津嘉山正種
元・明都医大教授。診断学の権威で、学生時代の為頼の能力を見抜いた。
末期癌を患い英介の往診を受けながら自宅療養していたが、痛みを緩和するような治療は全て拒否したまま、第7話で亡くなる。
久留米 大
演 - 須田瑛斗
実の孫。
久留米 真理子
演 - 高橋美津子
実の息子の妻。大の母。
為頼 倫子（ためより のりこ）
演 - 相築あきこ
英介の妻。和枝の妹。1年前に卵巣がんで亡くなった。

##### 港中央警察署
仁川 康男
演 - 兵動大樹
刑事課課長で早瀬の上司。大阪出身。暴走する早瀬をいつもどやしつける。タバコは「BLACK BAT」を吸う。
太田 武司
演 - 馬場徹
刑事。早瀬の後輩で捜査パートナー。
涌井
演 - 戸田昌宏
捜査一課係長。

##### 白神メディカルセンター
伊原 忠輝（いばら ただてる）〈25〉 / イバラ
演 - 中村蒼（少年時：五味渕元）
清掃員。先天性無痛症のため、痛みという概念を理解できない。無毛症。5年前に虫垂炎と腹膜炎を併発して白神メディカルセンターに来院し、痛みを感じていないことに気づいた白神から理想の無痛医療のために協力してほしいと頼まれ、研究対象となる。白神の言いつけを守り、身体を鍛えて続けている。
南 サトミ（みなみ サトミ）〈14〉
演 - 浜辺美波
菜見子が担当している患者。幼少期から虐待を受け、重度の鬱と強迫神経症の疑いや境界性パーソナリティ障害があり、児童養護施設に保護されている。一家殺害事件の直後である2015年4月22日から精神疾患の悪化により白神メディカルセンターへ入院。その後、菜見子によるカウンセリングを受けているが直接会話はせず、携帯の文字でやりとりをする。話さないのは心因性によるものだと思われていたが、第5話で実は両親から受けた虐待によって甲状軟骨を骨折していることが要因であると英介に見抜かれた。
教師一家殺害事件の現場を直接見ていないと描けない絵を描いていることや、現場に落ちていた帽子（サイズ54cm）から彼女の金色の毛髪が発見されていることから犯人ではないかと疑われる。本人も「あたしが殺したの」と菜見子に携帯で打ち明けていたが、白神には虚言であり、不安からくる自己処罰衝動の一環であると解釈されている。殺された一家はサトミの担任教師一家であり、授業でも一切発言しなかったことを叱責され続けたため、襲いかかったこともあった。
橋本 広子
演 - 和泉佑三子
看護師長。
横井 清美〈35〉
演 - 宮本真希
白神の秘書。白神を崇拝している。

#### ゲスト

##### 第1話
中野 昭一
演 - 小久保寿人
容疑者。英介とすれ違った犯因症の兆候を持つ男。刃物で無差別に通行人を殺傷しようとするが早瀬が発砲した拳銃の実弾が命中したことにより瀕死の重傷を負う。
郷田
演 - 森田甘路
製薬会社勤務。実は心神喪失を偽装してアパートの隣人の女性を神経ガスで殺害した容疑者。Cheeky Paradeのライブ会場で神経ガスをバラ撒こうとした。しかし、英介と早瀬により被害を未然に防ぎ、早瀬に半殺しにされた挙句に逮捕される。
前田
演 - 山崎大輔
和枝の幼馴染。腎盂腎炎を患っている。
根岸 桂子
演 ‐ 三谷悦代
患者
演 - 水野智則
為頼診療所に胃痛で診察を受けに来た。
Cheeky Parade
演 - Cheeky Parade
郷田が神経ガスをバラ撒こうとしていたライブ会場でライブを行っていたアイドルグループ。

##### 第2話
山田 輝久
演 - ジジ・ぶぅ
アパートの自室で腹部をさされ死亡した男性。
工藤 一尊
演 - 有薗芳記
山田を殺したと告白する男性。重症筋無力症を患っている。
佐々木 浩太
演 - 桜井聖
白神メディカルセンターの医療事務員。金欠の患者を強制的に追い返した行為で白神により解雇される。

##### 第3話
篠崎 大和（しのざき やまと）
演 - 松下洸平
女性を絞殺して爪を剥ぐという事件を起こし、3年前に早瀬が逮捕した男。しかし、妄想型統合失調症と診断されたため罪には問われず、精神科病棟に強制入院となる。退院後は再び同様の事件を起こし、早瀬に追い詰められ半殺しにされた挙句に再逮捕される。
市原 将太
演 - 森本のぶ
県警本部の早瀬の元同僚。篠崎が退院したことを早瀬に知らせる。
佐田 要造
演 - 加藤虎ノ介（第3話 - 第6話）
2年前に菜見子と交際していた男。菜見子にストーカー行為を繰り返す。菜見子のアパートの部屋に侵入して傷を負わせ、スマートフォンを盗んで逃亡。その後入院中の菜見子を拉致しようとするが英介とサトミに追い詰められて失敗する。駆けつけた警察からは逃走したがイバラに捕まり、筋弛緩剤のみで麻酔はされないままオペを施された末に殺される。

##### 第4話
瀬野 愛莉（せの あいり）
演 - 飯豊まりえ
菜見子が臨床心理士として初めて担当した元クライアント。薬物中毒で苦しみ、最初は菜見子にも憮然とした態度をとり続けていたが、最後は彼氏の話ができるまで回復し、カウンセリングは修了していた。
それから2年後、彼氏に自分の過去を正直に打ち明けるという菜見子のアドバイスが裏目に出たことを恨み、殺害しようと覚醒剤中毒状態で再び菜見子の元を訪れるが、犯因症を見抜いた英介に阻止され、早瀬らに逮捕される。
野々村 涼（ののむら りょう）〈23〉
演 - 奥野瑛太
菜見子がよく行くコンビニの店員。石で何度も頭部を殴られ殺害される。また、腕には何者かによって煙草「BLACK BAT」を何度も押し付けられた痕があった。

##### 第5話
稲葉 朋美
演 - 渡辺舞
科捜研。早瀬に頼まれ、内密に南サトミと教師一家殺害事件の現場に残されていた毛髪のDNA鑑定をする。

##### 第8話
財部
演 - 信太昌之
弁護士。

##### 第9話
北山 貴志
演 - 宮根誠司
東光医科大教授。白神の研修医時代の指導教官。

### スタッフ
- 原作 - 久坂部羊『無痛』
- 脚本 - 大久保ともみ、香坂隆史、丑尾健太郎、小川智子
- 演出 - 佐藤祐市[7]、木下高男、山内大典
- 音楽 - 塩谷哲
- 主題歌 - Superfly「黒い雫」（ワーナーミュージック・ジャパン）[55]
- 挿入歌 - ミソッカス「闇夜のキャラバン」（avex trax）[56]
- 編成企画 - 清水一幸
- プロデューサー - 貸川聡子（共同テレビ）
- アソシエイトプロデューサー - 稲田秀樹（共同テレビ）
- 制作 - フジテレビ、共同テレビ
- 制作著作 - 共同テレビ

### 受賞
- 第2回コンフィデンスアワード・ドラマ賞[57][58]
  - 新人賞（浜辺美波）

### 放送日程
| 各話                                                          | 放送日   | サブタイトル                                            | 脚本         | 演出     | 視聴率 |
| ------------------------------------------------------------- | -------- | ------------------------------------------------------- | ------------ | -------- | ------ |
| 第1話                                                         | 10月07日 | 新ヒーロー誕生…!? 病気を見抜く天才は､犯罪を見抜けるか？ | 大久保ともみ | 佐藤祐市 | 11.6%  |
| 第2話                                                         | 10月14日 | 同じ能力を持つ男が天才に迫る                            | 香坂隆史     | 佐藤祐市 | 07.1%  |
| 第3話                                                         | 10月21日 | 熱血刑事が抱える…殺意の秘密                             | 大久保ともみ | 木下高男 | 08.4%  |
| 第4話                                                         | 10月28日 | 天才が見抜く女心                                        | 香坂隆史     | 佐藤祐市 | 04.7%  |
| 第5話                                                         | 11月04日 | 金髪の少女が抱える殺人の記憶                            | 香坂隆史     | 山内大典 | 07.4%  |
| 第6話                                                         | 11月11日 | 診えない眼                                              | 丑尾健太郎   | 木下高男 | 07.6%  |
| 第7話                                                         | 11月18日 | 犯人の死…新たなる殺人の理由                             | 小川智子     | 佐藤祐市 | 07.1%  |
| 第8話                                                         | 11月25日 | 真犯人の孤独                                            | 香坂隆史     | 山内大典 | 07.4%  |
| 第9話                                                         | 12月09日 | 正義としての殺人                                        | 丑尾健太郎   | 木下高男 | 07.1%  |
| 最終話                                                        | 12月16日 | 痛みとは…                                               | 小川智子     | 佐藤祐市 | 09.6%  |
| 平均視聴率 7.8%（視聴率はビデオリサーチ調べ、関東地区・世帯） |          |                                                         |              |          |        |

- 初回は21時57分 - 23時09分の3分前倒し・18分拡大放送。
- 第4話は『SMBC日本シリーズ 第4戦 東京ヤクルト×福岡ソフトバンク』中継の延長のため、105分繰り下げで23時45分 - 翌0時39分に放送された。
- 12月2日は『2015 FNS歌謡祭』放送のため休止。

### 映像ソフト
- 「無痛　～診える眼～」DVD-BOX、発売日 ‏ : ‎ 2016年3月16日、販売元 ‏ : ‎ ポニーキャニオン